# João Gomes Ferreira
D. João Gomes Ferreira (Aguiar de Sousa 1851 - 4 de Maio de 1897, Pangim), missionário, Bispo de Cochim.

## Biografia
D. João era filho do negociante António dos Santos Gomes, e de sua esposa D. Maria Ferreira.
Cursou o liceu do Porto, distinguindo-se no estudo da matemática. Dedicando-se depois aos estudos de teológicos e dogmáticos, entrou no colégio das Missões Ultramarinas de Sernache do Bomjardim. Em 1875 concluiu o curso eclesiástico e tomou as últimas ordens, sendo nomeado professor para o seminário de Macau. Foi reitor do mesmo seminário, substituindo o Bispo D. António Joaquim de Medeiros. Foi depois missionar para Timor.
No "reino de Manatuto concluiu uma igreja a que dera princípio o bispo Medeiros, chegando ele próprio a trabalhar no novo templo como qualquer operário, na pintura decorativa da igreja".
Em 1887 foi nomeado Bispo de Cochim. "Tratou logo de reconstituir a sua diocese, extinguindo ódios intestinos originados pela distinção de castas, e fundindo num único amplexo de amor e fraternidade os seus diocesanos que se devotavam ódio irreconciliável e figadal."
Reorganisou e desenvolveu o Colégio de Santa Cruz em Cochim, "destinando-a à educação da mocidade que nele encontrasse todas as disciplinas de curso preparatório para o ingresso nas universidades inglezas da Índia".
Fundou o Convento de Santa Maria para educação das meninas de Cochim, entregando a sua direção às irmãs canossianas. Fundou em Alapé o Seminário do Sagrado Coração de Jesus "para ordenação do clero indígena".
Fundou também o Orfanostrofio de Santo Antonio, onde, "a par da educação religiosa, se ensinavam as artes e oficios que faziam cidadãos prestantes a si e à sociedade".
Fundou ainda em Alapé um Convento para educação das meninas, dirigido também por irmãs canossianas e "tendo como dependente um Orfanostrofio para raparigas pobres e desvalidas."
Instituiu justo deste convento dois "catecumenados para a conversão dos Hindus".
"Além de muitas outras, creou em Alapé a Escola "Leão XIII"."
Faleceu no Paço patriarcal de Pangim. Os seus restos mortais foram trazidos de Pangim, no vapor Zaire, e "deram entrada na capela de S. Roque, do arsenal da Marinha, em Lisboa, em 12 de Outubro de 1902. Transportado para  a estação do Rossio partiu para Aguiar de Sousa, Paredes.